# 蒙索罗
蒙索罗（法語：Montsoreau，法語發音：[mɔ̃sɔʁo] ⓘ）是法国卢瓦尔河地区大区曼恩-卢瓦尔省的一个市镇，地处录入联合国世界遗产的卢瓦尔河谷，在历史上属于安茹地区。蒙索罗被评为法国最美丽的村庄，并于2012年入选电视节目最受法国人欢迎的村庄。该市镇总面积5.19平方公里，2022年1月1日总人口为416人。
在古代晚期，蒙索罗被称为“Restis”（意为“绳”或“渔网”），是一个维埃纳河汇入卢瓦尔河处的河港。因河道上有一处四处环水的石屿，被命名为“Montsoreau（索罗山）”。 在这处石屿上，曾大体存在过三个不同时期的建筑：在罗马高卢时期，这里曾有一座神庙或是其他类型的公共建筑，在十二世纪建立起了一座防御堡垒，从十五世纪直至今日存在的是一座文艺复兴式城堡。
直到十七世纪，蒙索罗都是一个司法中心。在法国大革命之后，由于当地的石灰华采掘业，蒙索罗的人口从600左右增至1000，并保持在这个数字直至十九世纪中叶。 这种岩石资源非常容易加工，在逐渐耗竭后，当地人口又回落至600上下。此后直至十九世纪末，蒙索罗专注于它的农业生产，葡萄酒制造业和河运业。在二十世纪，河运贸易业逐渐为土地贸易和旅游业所取代。

## 历史

### 史前和古代
最早的人类定居遗迹位处蒙索罗山坡的高处，皮埃尔莱石墓的存在或许可以追隧至公元前3000年。在罗马高卢时期，蒙索罗是三个高卢部落皮克通、图龙和安德卡维领土的边界，在当地考古发掘出了罗马硬币、砖瓦碎片。在城堡附近的发掘中，人们找到了一段凹槽柱的碎片，这或许是此处曾有罗马公共建筑的证明。

### 中世纪
最早关于“Restis”的记载可追溯至公元六世纪。 在秃头查理于850年颁布的一项法令中也提到了“Restis”的房屋、捕鱼场和港口。在十世纪中叶，根据一篇圣徒传记所言，在圣弗洛朗的圣骨匣被移至索米尔前，曾存放在图尔奈的修士阿布萨隆（Absalon）在蒙索罗的穴居屋中。 990年，布卢瓦伯爵奥多一世在蒙索罗建起了一座堡垒，并把整座小镇改为了防御要塞。安茹伯爵富尔克三世在1001年攻陷了要塞并把它归入安茹的领土。 富尔克是中世纪早期最优秀的堡垒建造者之一，在改造了蒙索罗城堡之后，此地在安茹治下长达150年。1101年，丰特夫罗修道院建成，直接归属于蒙索罗的戈蒂埃一世，他是安茹伯爵的直属封臣。戈蒂埃的岳母，香槟的埃尔桑德成为了这座修道院首任女修道院院长。 1156年，蒙索罗的纪尧姆四世在安茹的若弗鲁瓦五世的支持下，对抗后者的弟弟、未来的英格兰国王亨利二世、阿基坦的埃莉诺的丈夫。亨利二世在1152年8月攻陷了蒙索罗城堡，将其占为己有。 这是此地自富尔克三世始，直到1450年让·德·尚博二世治理期间唯一的一次大动荡。

### 文艺复兴
在文艺复兴时期，蒙索罗的历史与法国历史错综复杂地交织在一起。在百年战争末期，查理七世和路易十一以希农作为他们皇权的根据地，鼓励或要求他们的封臣翻新或是重建城堡。由此，文艺复兴建筑作为一种建筑形式开始在法国发展和传播，这些建筑在后来被称为卢瓦尔河谷城堡群。 1450年，让·德·尚博二世，查理七世的首席顾问，曾任驻威尼斯、罗马和土耳其大使，从他的妻兄路易·夏博二世（Louis II Chabot）手中购入了堡垒，在把它完全摧毁后，重新建筑了蒙索罗城堡。 蒙索罗城堡是唯一一座在卢瓦尔河谷中直接建筑在河床上的城堡。

### 圣巴托罗谬大屠杀
让·德·尚博四世继承了蒙索罗城堡，在1560年被升封为男爵领。 1568年，蒙索罗被新教教徒攻陷，城防工事被毁。四年后，1572年8月26日，让·德·莱奥蒙命令让·德·尚博四世清除索米尔地区和昂热地区的胡格诺派。 在巴托罗谬大屠杀（1572年8月24日）四天后，他在索米尔杀死了弗朗索瓦·布尔诺（François Bourneau），城市的副长官。德·尚博在吕西尼昂围城战和攻陷丰特奈勒孔特一役中获得了残忍的名声，并对他的领地施以恐怖统治。索米尔地区几乎不再有新教教会。 1573年，他的男爵领升封为伯爵领。

### 法国大革命和工业化
1789年7月14日，攻占巴士底狱事件发生时，伊夫·马里·迪布谢·德苏尔什（Yves Marie du Bouchet de Sourches）是蒙索罗伯爵和蒙索罗城堡拥有者。1804年，蒙索罗城堡被售出。 大革命给这个小镇带来一段繁荣的时光，因为从十七世纪使，这里就以高质量德石灰华、葡萄酒和水果而著名。 采石场德工业化让此地的城市化水平得到了显著提升，河流让贸易运输能够便利进行。大多数石灰华被售卖至河流沿线城市，像是昂热、雷恩、南特和勒芒，但偶尔也会远达加勒比地区。此时，因为镇上的人口几近翻倍，所以传统的水力磨坊被风力磨坊所取代。 蒙索罗的工业化、以及同期在拿破仑的命令下被改建为监狱的丰特夫罗修道院极大地改变了城市的面貌。 1830年左右，希农到索米尔的公路兴建，在陆路上联通了蒙索罗，1896年，索米尔-蒙索罗-丰特夫罗沿线有轨电车的建立加强了这一联系。

### 第二次世界大战：索米尔军校

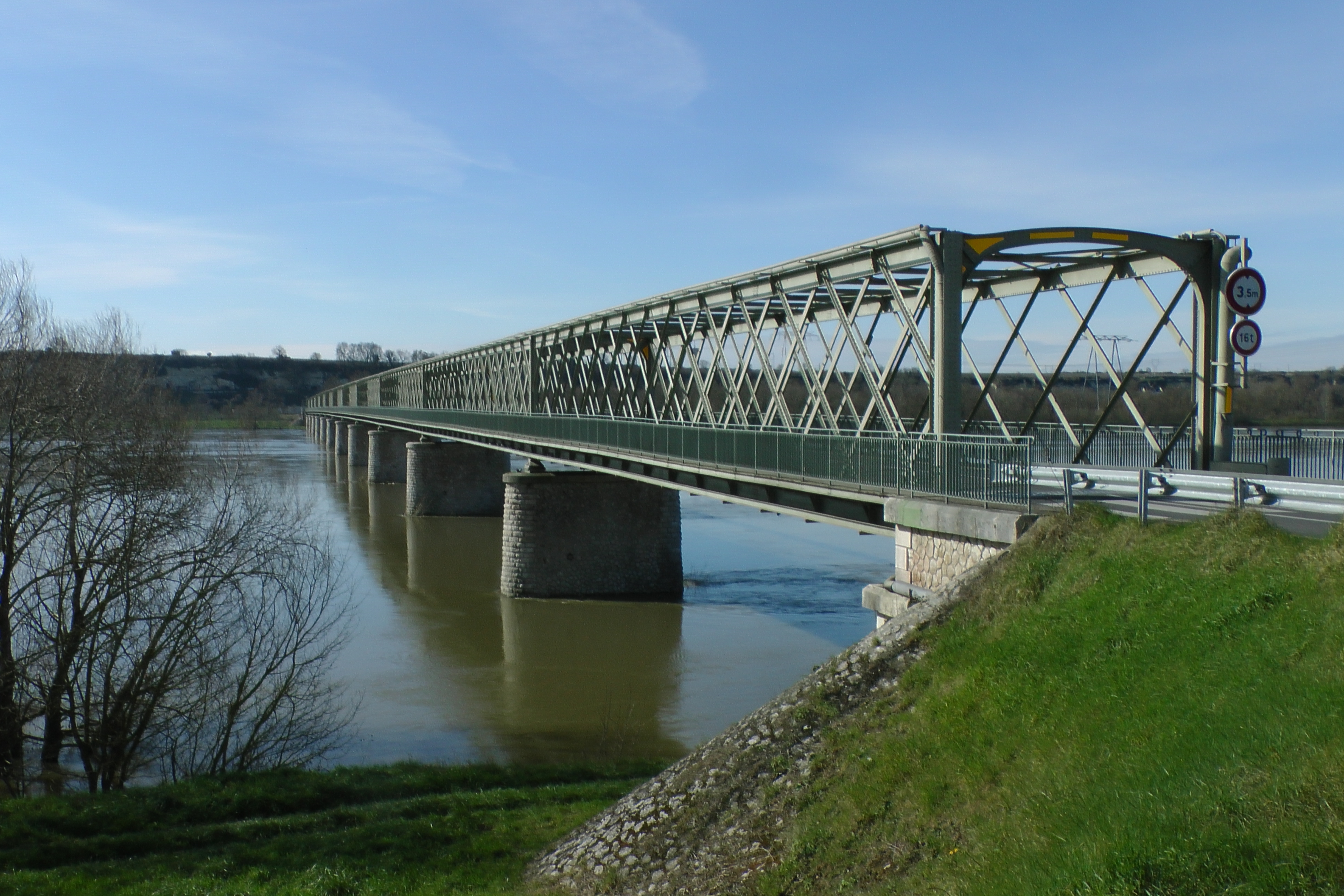
第二次世界大战法国抵抗运动，1940年6月18日，索米尔学生士官炸掉了蒙索罗、索米尔和热讷的大桥

1940年6月，在蒙索罗、索米尔和热讷，在训期间的骑兵学校青年学生们用着极为落后的武器，英勇地抵抗德国炮兵部队的进攻几乎三天。后来，这一事迹在法国几乎变成了传奇。----《For Honour Alone》, Roy Macnab, 1989年1月。

1940年6月18日开始的索米爾戰役被认为是法国抵抗运动的第一举。因为就在其前夕，1940年6月17日，元帅菲利普·贝当下达了不抵抗的命令。 在1940年5月，德国沿塞纳河入侵法国，马克西姆·魏刚下令死守诸河流左岸以防德军南下，保卫卢瓦尔河流域的方针因此确立。国家骑兵学校被指派防守从蒙索罗到热讷共计约40公里的前线。尽管贝当于6月17日下令停火，但骑兵学校的指挥官夏尔·米雄决定以索米尔为中心抵抗德军的进攻。 6月18日，他们的首项举动是炸毁卢瓦尔河上四座桥梁，各有一座位于蒙索罗和热讷，两座位于索米尔。3天内，约2000名士兵和约40000名手无寸铁的法国人拖住了三个装甲教导师的进攻。 德国人出于对他们勇气的赞赏，释放了这些毫无经验的年轻战士。

## 地理

### 位置
蒙索罗位于卢瓦尔河谷，紧邻卢瓦尔河左岸，距离索米尔西南15公里、希农西北15公里，处于曼恩-卢瓦尔省的边界，毗邻市镇康德圣马丹则归属于安德尔-卢瓦尔省。 蒙索罗同样也是卢瓦尔河地区大区和中央-卢瓦尔河谷大区这两个大区的边界。小镇分为两个区域，西侧是历史上供卢瓦尔河谷船工使用的旧港区，东侧是城堡区，蒙索罗城堡现展有菲利普·梅阿耶所藏的概念艺术作品。 此镇曾是石灰华的重要开采点，很大一部分的采石场被改作穴居房屋之用。
临近重要城市：
临近市镇：

### 水文
卢瓦尔河被称之为“欧洲最后一条野河（Wild river）”，是法国境内最长的河流，全长1006公里。 卢瓦尔河是吸引蒙索罗游客的重要要素之一，这里能看到维埃纳河和卢瓦尔河的交汇点。  下游受安德尔河和谢尔河影响涨水。 河道在几个世纪里变化较大，在1496年的洪水前，维埃纳河在索米尔汇入卢瓦尔河。

### 气候
蒙索罗的气候如所有其他卢瓦尔河谷地区一样，以充足的日照著名。在海洋气候的影响下，这里成为了一个葡萄和其他水果种植业繁荣的产区。此地夏天炎热干燥，冬季温和潮湿。春秋季节降水稀少。
| Montsoreau                                                      | Montsoreau  | Montsoreau  | Montsoreau  | Montsoreau  | Montsoreau  | Montsoreau  | Montsoreau  | Montsoreau   | Montsoreau  | Montsoreau  | Montsoreau  | Montsoreau  | Montsoreau   |
| 月份                                                            | 1月         | 2月         | 3月         | 4月         | 5月         | 6月         | 7月         | 8月          | 9月         | 10月        | 11月        | 12月        | 全年         |
| --------------------------------------------------------------- | ----------- | ----------- | ----------- | ----------- | ----------- | ----------- | ----------- | ------------ | ----------- | ----------- | ----------- | ----------- | ------------ |
| 历史最高温 °C（°F）                                             | 16.9 (62.4) | 20.8 (69.4) | 23.7 (74.7) | 29.2 (84.6) | 31.8 (89.2) | 36.7 (98.1) | 37.5 (99.5) | 39.8 (103.6) | 34.5 (94.1) | 29.0 (84.2) | 22.3 (72.1) | 18.5 (65.3) | 39.8 (103.6) |
| 平均高温 °C（°F）                                               | 11.1 (52.0) | 12.1 (53.8) | 15.1 (59.2) | 17.4 (63.3) | 22.5 (72.5) | 27 (81)     | 26.4 (79.5) | 27.2 (81.0)  | 21.6 (70.9) | 19.9 (67.8) | 12.7 (54.9) | 9.2 (48.6)  | 19.2 (66.6)  |
| 日均气温 °C（°F）                                               | 6.2 (43.2)  | 8.2 (46.8)  | 10.8 (51.4) | 10.9 (51.6) | 16.5 (61.7) | 20.6 (69.1) | 20.8 (69.4) | 21.4 (70.5)  | 16.5 (61.7) | 15 (59)     | 8.5 (47.3)  | 5.9 (42.6)  | 14.1 (57.4)  |
| 平均低温 °C（°F）                                               | 8.8 (47.8)  | 4 (39)      | 6.5 (43.7)  | 4.5 (40.1)  | 10.6 (51.1) | 14.2 (57.6) | 15.3 (59.5) | 15.3 (59.5)  | 11.2 (52.2) | 10.2 (50.4) | 4.4 (39.9)  | 2.6 (36.7)  | 9.0 (48.2)   |
| 平均降水量 mm（）                                               | 66 (2.6)    | 35 (1.4)    | 50 (2.0)    | 3.5 (0.14)  | 45 (1.8)    | 51 (2.0)    | 27 (1.1)    | 15.5 (0.61)  | 34 (1.3)    | 11.5 (0.45) | 29 (1.1)    | 40 (1.6)    | 411 (16.2)   |
| 平均降雪天数                                                    | 1.7         | 1.9         | 1.4         | 0.2         | 0.1         | 0.0         | 0.0         | 0.0          | 0.0         | 0.0         | 0.4         | 1.3         | 7.0          |
| 平均相對濕度（％）                                              | 88          | 84          | 80          | 77          | 77          | 75          | 74          | 76           | 80          | 86          | 89          | 89          | 81.3         |
| 月均日照時數                                                    | 69.9        | 90.3        | 144.2       | 178.5       | 205.6       | 228         | 239.4       | 236.4        | 184.7       | 120.6       | 67.7        | 59.2        | 1,824.5      |
| 来源1：Climatologie mensuelle à la station de Montreuil-Bellay. |             |             |             |             |             |             |             |              |             |             |             |             |              |
| 来源2：Infoclimat.fr (humidity, snowy days 1961–1990)           |             |             |             |             |             |             |             |              |             |             |             |             |              |

## 人口
蒙索罗2022年1月1日总人口为416人。

## 经济
蒙索罗的经济主要建立在旅游业、农业和商业之上。此地设有卢瓦尔-安茹-图赖讷区域自然公园的行政总部，是当地最大的用工雇主。旅游业也非常发达，有蒙索罗城堡，十几个餐厅，一个野营营地和两个旅馆。

### 城市经济总览
| 蒙索罗、南特、昂热、里昂、马赛、巴黎与法国 | 蒙索罗、南特、昂热、里昂、马赛、巴黎与法国 | 蒙索罗、南特、昂热、里昂、马赛、巴黎与法国 | 蒙索罗、南特、昂热、里昂、马赛、巴黎与法国 | 蒙索罗、南特、昂热、里昂、马赛、巴黎与法国 | 蒙索罗、南特、昂热、里昂、马赛、巴黎与法国 | 蒙索罗、南特、昂热、里昂、马赛、巴黎与法国 | 蒙索罗、南特、昂热、里昂、马赛、巴黎与法国 |
| 2015年普查数据                             | 蒙索罗                                     | 南特                                       | 昂热                                       | 里昂                                       | 马赛                                       | 巴黎                                       | 法国                                       |
| ------------------------------------------ | ------------------------------------------ | ------------------------------------------ | ------------------------------------------ | ------------------------------------------ | ------------------------------------------ | ------------------------------------------ | ------------------------------------------ |
| 2015年人口                                 | 439                                        | 303,382                                    | 151,520                                    | 513,275                                    | 861,635                                    | 2,206,488                                  | 66,190,280                                 |
| 2010至2015之间的人口变化                   | −1.8%                                      | +1.3%                                      | +0.5%                                      | +1.2%                                      | +0.3%                                      | −0.3%                                      | +0.5%                                      |
| 人口密度（人/平方英里）                    | 219.1                                      | 12,053.3                                   | 9,188.3                                    | 10,722.3                                   | 9,274.5                                    | 20,934.4                                   | 270.9                                      |
| 家庭收入中位数(2015)                       | €19,846                                    | €21,263                                    | €19,194                                    | €22,501                                    | €18,131                                    | €26,431                                    | €20,566                                    |
| 失业率                                     | 12.7%                                      | 17.0%                                      | 20.7%                                      | 13.9%                                      | 18.5%                                      | 12.2%                                      | 14.2%                                      |
| 自住房率                                   | 60.5%                                      | 90.2%                                      | 90.2%                                      | 87.8%                                      | 89.5%                                      | 83.6%                                      | 82.5%                                      |
| 闲置房率                                   | 22.7%                                      | 3.5%                                       | 2.2%                                       | 3.8%                                       | 2.9%                                       | 8.2%                                       | 9.5%                                       |
| 企业数                                     | 71                                         | 33,943                                     | 13,064                                     | 73,767                                     | 88,059                                     | 546,320                                    | 6,561,692                                  |
| 企业密度（家/百人)                         | 161.7                                      | 111.9                                      | 86.2                                       | 143.7                                      | 102.2                                      | 247.6                                      | 99.1                                       |

### 企业
在经济上，旅游业对蒙索罗极为重要。此地商业发展氛围好，小商户众多，适合企业入驻。上表中的企业密度在某种程度上显示了当地的经济环境，尤其在法国，这一数字体现了当地中小商户的数量。这一数字越高，该地的经济环境越是良好。蒙索罗的企业密度远超于法国平均水平，几乎是其两倍，高于除了巴黎外所有大型城市。

### 旅游业

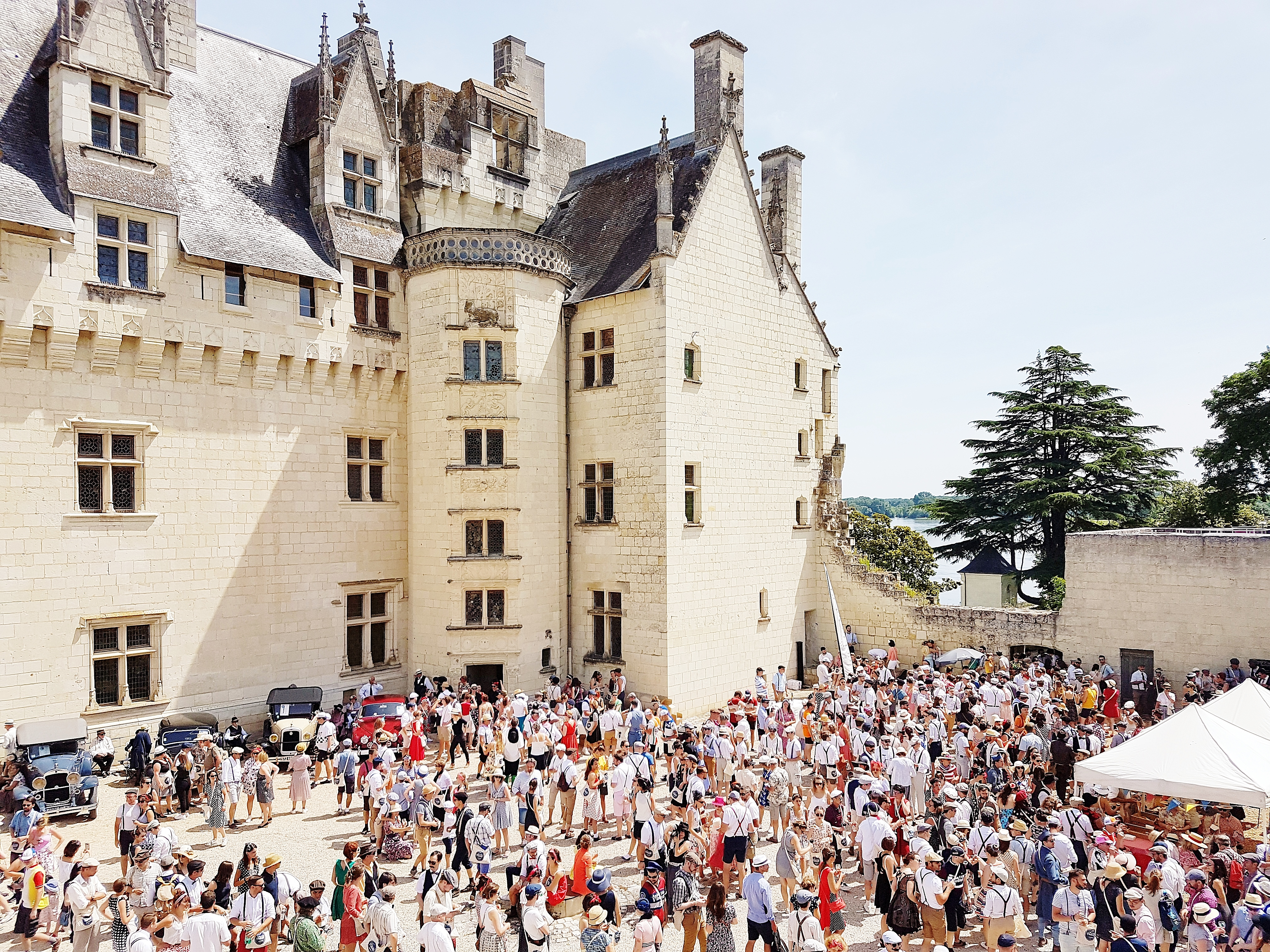
安茹复古自行车节（Anjou Vélo Vintage Festival）时蒙索罗城堡的中庭。

当地旅游业的标志性物是蒙索罗城堡。目前蒙索罗城堡由省政府租给收藏家菲利普·梅阿耶，用于展示他的当代艺术收藏品，带来联合文艺复兴式城堡，唯美自然景观和当代艺术所造成的冲击。这一非典型的组合将成为蒙索罗城堡未来的特色。 此地有两家旅馆和一处野营营地，代表了传统的酒店业。近年在爱彼迎等网站的影响下，民宿也在崛起。 这使得蒙索罗能够在一些大型活动期间收宿相当人数的游客，比如蒙索罗跳蚤市场。

### 葡萄酒酿造业和其他农业

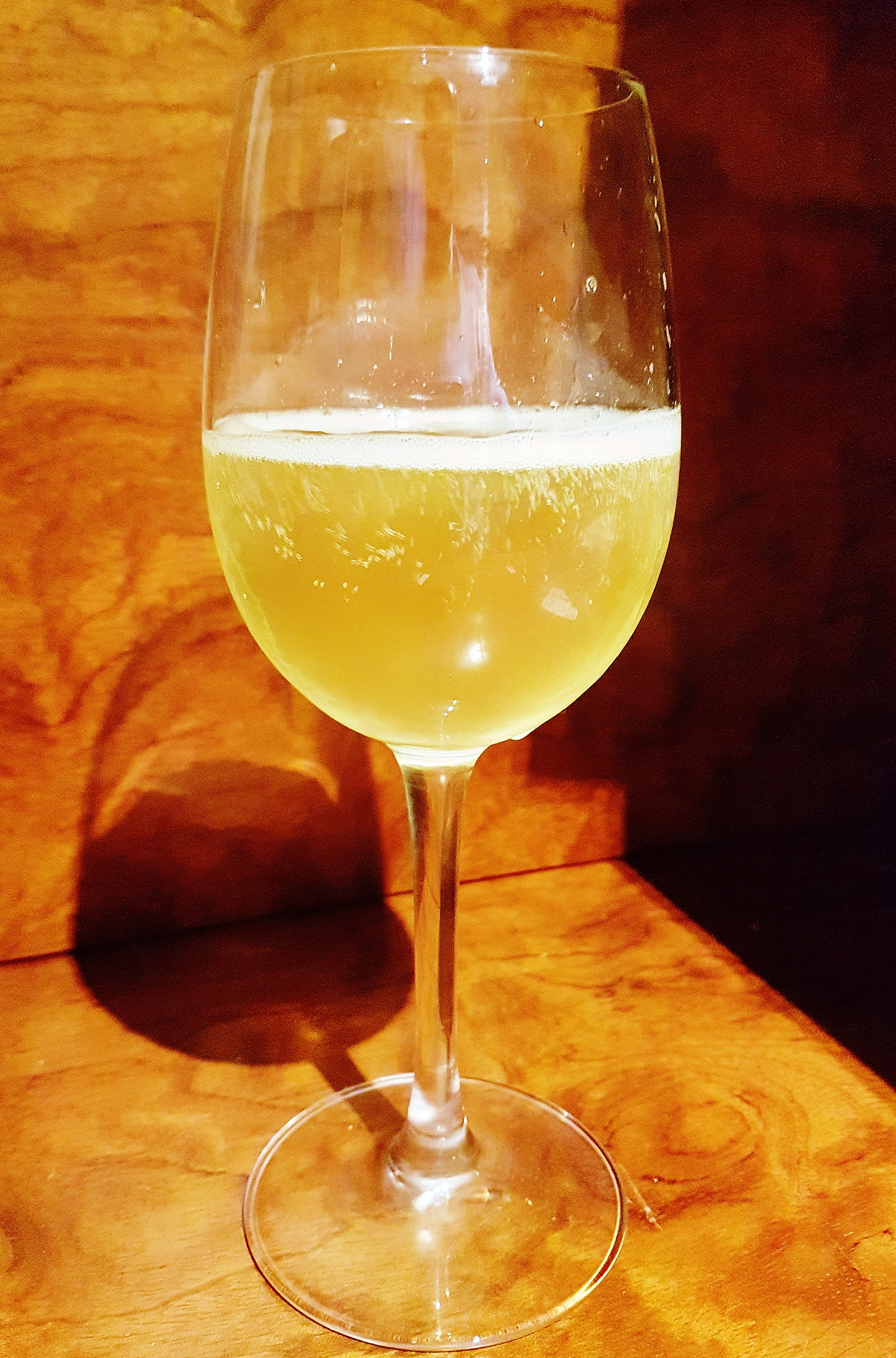
“Bulco”, 当地一款天然葡萄酒

蒙索罗处于在南特到奥尔良之间的卢瓦尔河谷葡萄酒产区中，在桑塞尔和普伊芙美直到慕斯卡德的法定产区一线。蒙索罗主产白葡萄酒，属于索米尔产区，被其他五个法定产区环绕，分别是希农产区、圣尼古拉-德布尔格伊产区、布尔格伊产区、安茹产区和图赖讷产区，这些产区主产红葡萄酒和气泡酒。

### 葡萄酒产地游和“安茹复古自行车节”
葡萄酒产地游是一个蒙索罗新兴的旅游产业。从2010年前后开始，包括蒙索罗在内的大索米尔区开始提供包括远足、骑行和葡萄酒品鉴一体的体育旅游业。  当地一位葡萄酒制造商Denis Rétiveau尝试关联起葡萄酒品鉴与内河航行游览。 在蒙索罗还有“安茹复古自行车节”，在骑行过程中同时着以古装，并品尝葡萄酒，在推出之即便大获成功。2018年这个节日吸引了超过5万游客。

## 文化和旅游

### 艺术

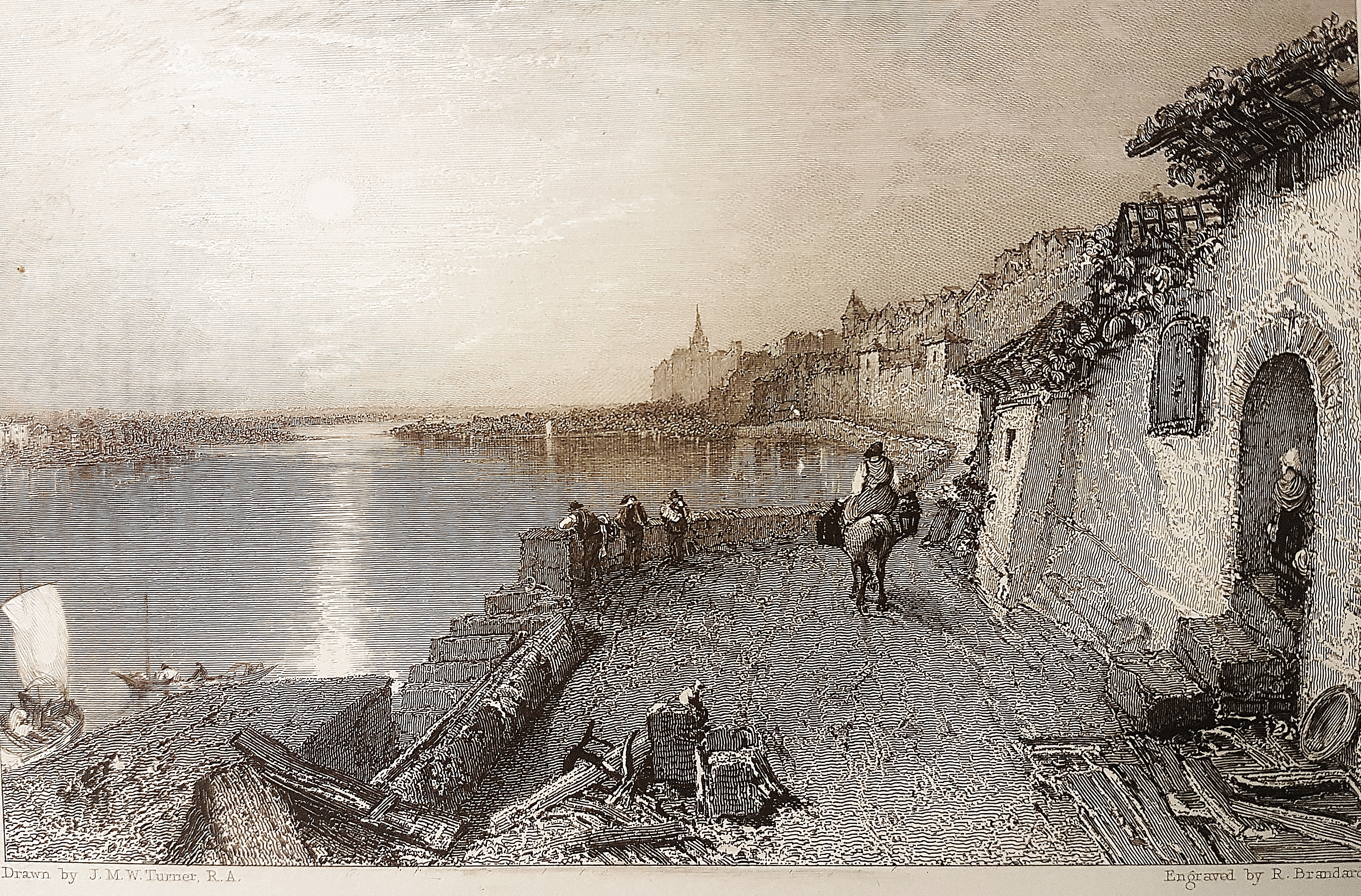
透纳，1826，蒙索罗城堡，卢瓦尔河谷日落，蒙索罗旧港和新公路。

蒙索罗是法国最早经历文艺复兴的城市之一，大约在15世纪中叶，此处就建立起了文艺复兴式的城堡和民居，这些建筑至今仍可在城市中见到。15世纪中叶，法国诸国王依次在希农、朗热和图尔建立他们的政权，许多艺术家也来到了此地建筑了他们的居所，像是其中最著名的比埃尔·德·龙沙、弗朗索瓦·拉伯雷和让·富凯。后来这些建筑被称之为卢瓦尔河谷城堡群。拉伯雷在他的《巨人传》中多次提到蒙索罗和它的城堡。不过直到浪漫主义艺术家那里，蒙索罗才拥有了国际上的声名。透纳在他游历卢瓦尔河谷德旅途中绘下了一幅卢瓦尔河与维埃纳河汇流的水彩画（现藏于牛津阿什莫林博物馆）。 随后，奥古斯特·罗丹和大仲马也进行了关于蒙索罗的创作。后者的小说《蒙梭罗夫人》出版于1846年，被翻译成超过六种语言，通行世界。 这部小说被三次改编为电影（最早在1909年被马里奥·卡塞里尼搬上了荧幕）、三次改编为电视剧。还有分别有一套漫画书、一部歌剧和一部戏剧根据小说剧情改编而成。有一种玫瑰的变种被命名为“蒙梭罗夫人”，由C·H·沃纳（Christopher H. Warner）在2000年杂交培育。

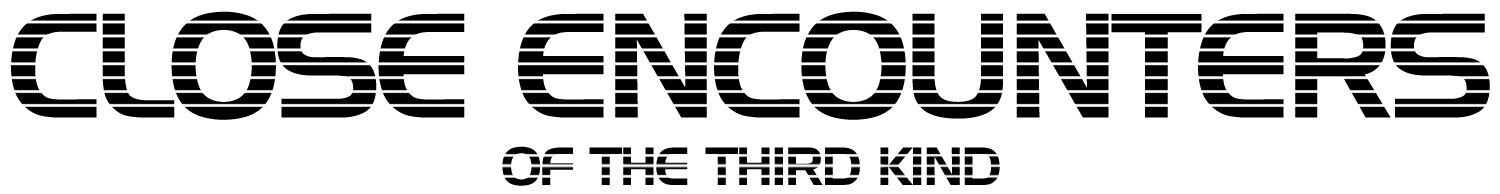
《第三类接触》的徽记

1966年7月，有人称在蒙索罗一处农田见目击了不明飞行物，并在第一次目击后五天发现了不明设备，这一发现吸引了全法记者的注意。 这一事件甚至吸引到了国际知名的幽浮学家雅克·瓦莱，并被他写入小说。 美国电影导演斯蒂芬·斯皮尔伯格在他1977年创作的电影剧本《第三类接触》中提及了蒙索罗以及幽浮学蒙索罗会议。

#### 当代艺术

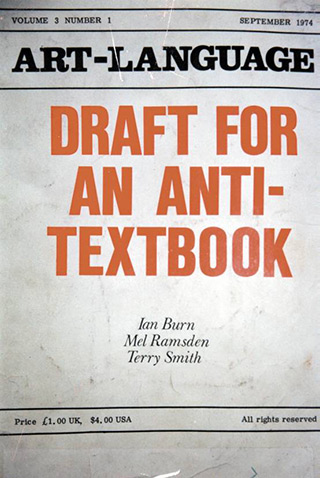
艺术与语言, 《艺术-语言杂志》，Vol. 3 Nr. 1，1974，菲利普·梅阿耶收藏，蒙索罗城堡-当代艺术博物馆。

蒙索罗城堡-当代艺术博物馆这一项目始于2014年11月。在2015年6月，菲利普·梅阿耶和曼恩-卢瓦尔河省省长克里斯蒂安·吉莱关于蒙索罗城堡签订了长达25年的租约。 蒙索罗城堡-当代艺术博物馆成为卢瓦尔河谷第一座变身为当代艺术博物馆的城堡。 这一举动引发了论战，昂热前市长、法国社会党领袖弗雷德里克·贝阿斯（Frédéric Béatse）抗议这一举动是“将省级的珍宝出售给外国私人买家”。
 两位民选市长，热拉尔·佩尔桑（Gérard Persin）和克里斯蒂安·吉莱针对这些反对意见迅速做了回应，前者说：“选择用城堡容纳一处国际性的当代艺术中心是此地的荣耀。”后者则把这一选择与当地发展联系起来：“菲利普·梅阿耶了解并且热爱蒙索罗城堡。他提出可以让城堡变成一个当代艺术中心，用于展示他那些已经名誉国际的藏品。我们认为这是一个非常有趣的挑战。”菲利普·梅阿耶也进一步阐释了他的打算：“在我们看来，公有财产和私有收藏之间的联合是一种非常创新的解决方式，这也和索米尔城市圈公共社区的发展策略相符。”

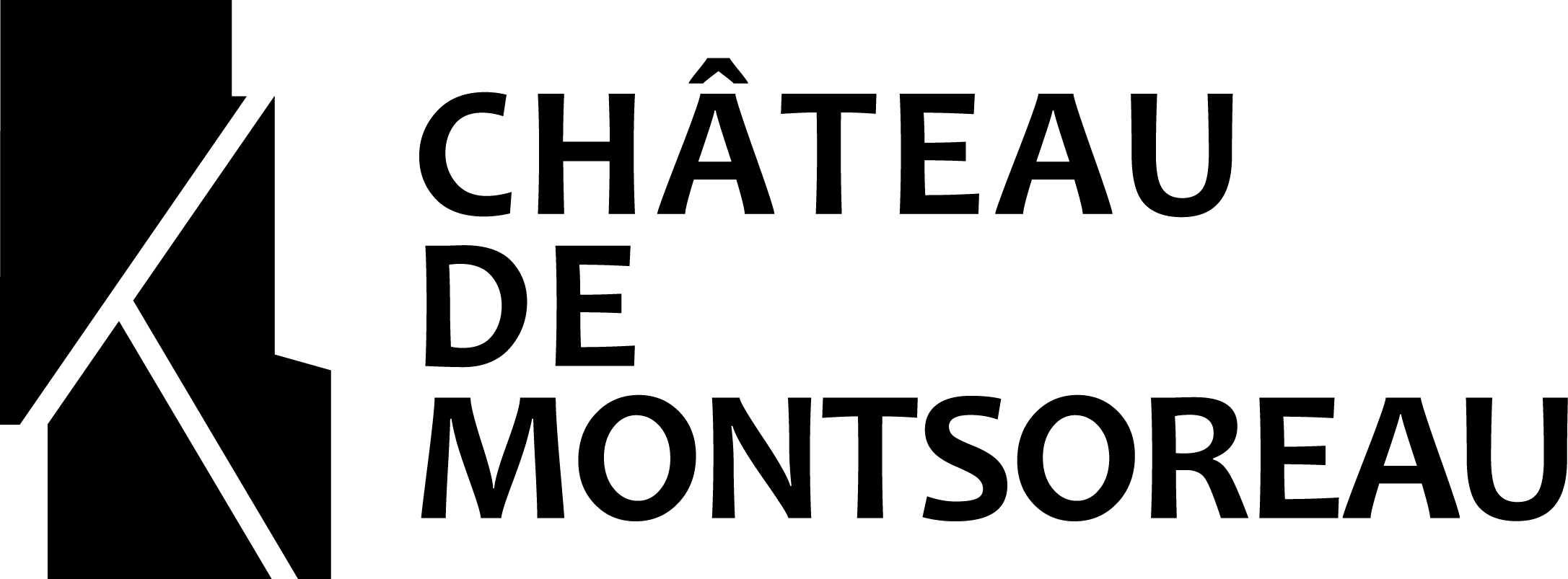
蒙索罗城堡-当代艺术博物馆的徽记

在为期八个月的施工后，蒙索罗城堡-当代艺术博物馆于2016年8月成立。 2015/16学年，巴黎卡蒙多艺术學院的58位学生以卢瓦尔河谷城堡群的发展、卢瓦尔河谷的历史和当代艺术收藏作为研究主题，关于如何让城堡从一处历史遗迹变为当代艺术中心。 其徽记象征着对蒙索罗城堡-当代艺术博物馆和TALM艺术与设计学院 （页面存档备份，存于）学生之间的合作。 这一城堡在特色上的转变也影响了当地的城市化进程。在卢瓦尔河谷双年展期间，为了纪念米麗安·罗斯柴尔德，城堡外围的沟渠被布置为生态花园，这一区域毗邻城镇公路，一定程度上也影响了城市面貌。 此后，蒙索罗城堡-当代艺术博物馆还重启了它的历史旧港，并提供索米尔和蒙索罗之间的摆渡服务，强调卢瓦尔河作为旅游吸引主体，连接河畔旁诸多城市。 这个港口在和图尔当代艺术中心合作的短影片中出现。
在2017年10月加泰罗尼亚宣布独立后，蒙索罗受到了世界媒体的关注。 在2010年，菲利普·梅阿耶的部分藏品被出借给巴塞罗那当代艺术馆， 但是在加泰罗尼亚宣布独立两天后，梅阿耶决定不再延长与巴塞罗那当代艺术馆的租约。 这一举动引发了许多争议，尽管他并无政治意图。

#### 表演艺术和活动

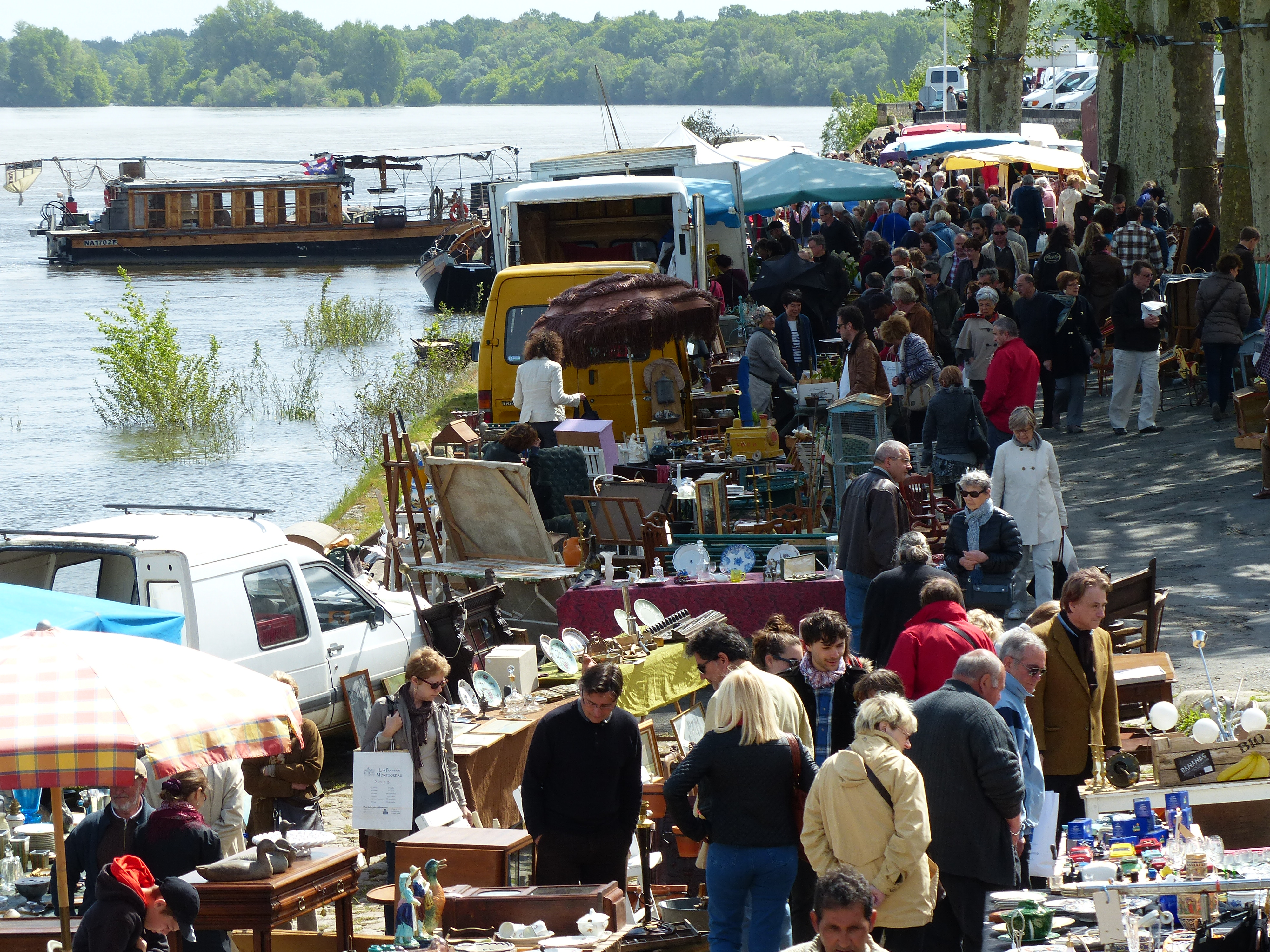
每月第二个星期日举办的蒙索罗跳蚤市场每期能为卢瓦尔河谷吸引到一万名左右的访客。

在蒙索罗举行的活动中，表演艺术占了非常大的比例。演出主要在三个场地中进行：旧港、圣伯多禄教堂和蒙索罗城堡-当代艺术博物馆。这些演出主要在旅游旺季和其他节假日进行。蒙索罗音乐季由知名大键琴手马里奥·拉斯金在1996年创立。 这个覆盖文艺复兴音乐到当代古典音乐的节日会在每年六月末到八月初展开。 8月15日是蒙索罗城堡-当代艺术博物馆的传统野餐日，野餐后会有放飞天灯的活动，在2018年吸引了超过2000名参与者。
在蒙索罗最盛大的活动是蒙索罗跳蚤市场，名列《最佳跳蚤市场》， 在近年成为卢瓦尔河谷规模最大的跳蚤市场。 该集市在每月第二个星期日举办，每期能吸引约1万名游客到访。

### 葡萄酒和烹饪

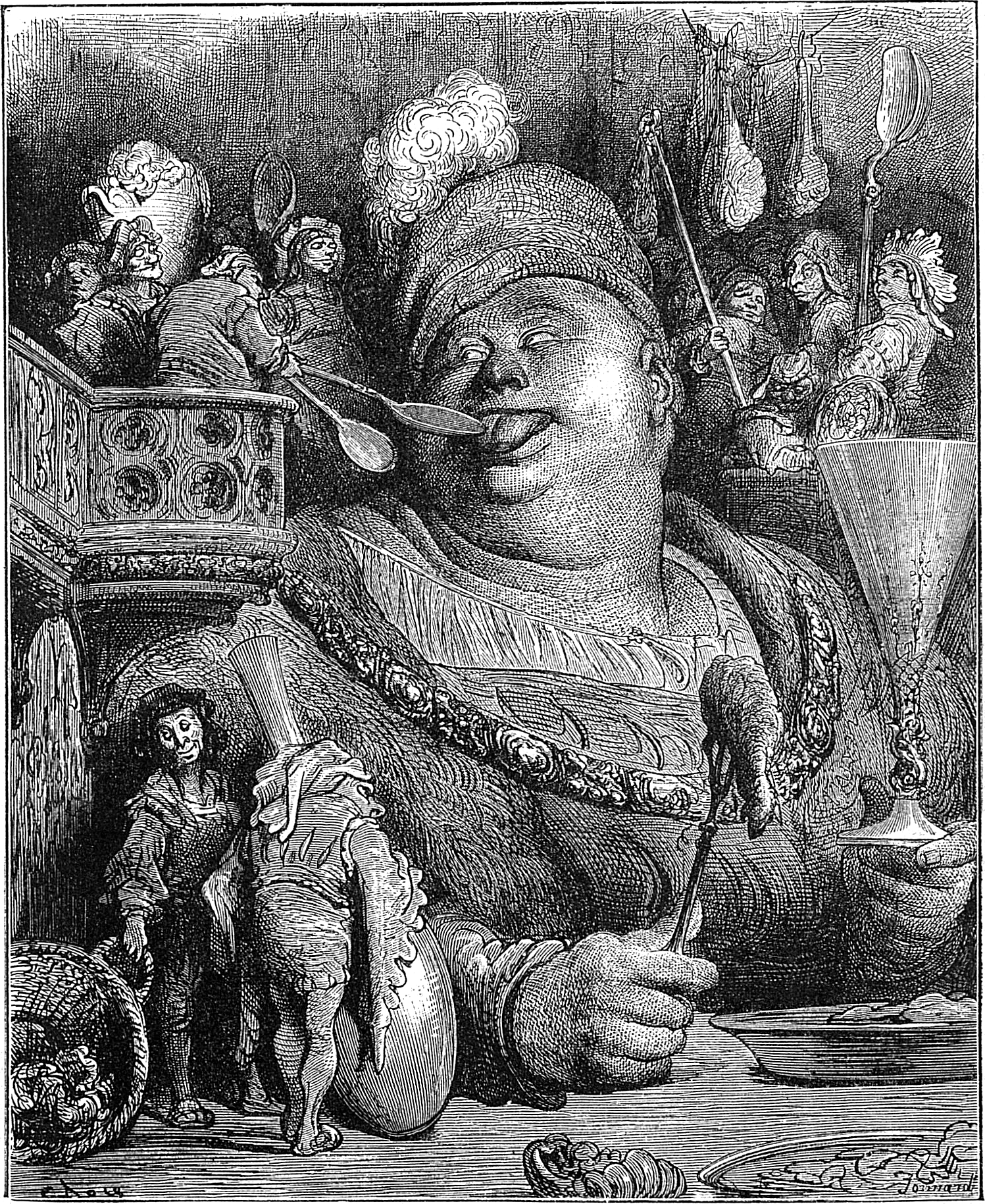
俄国版本的《巨人传》插图。

在公元一世纪的时候，葡萄酒种植和酿造在罗马帝国的扩张中从南特传入卢瓦尔河谷。 蒙索罗是拉伯雷叙事中的核心地带，也就是从索米尔到希农之间的地段。 在当地，人们很容易想起拉伯雷和他笔下的巨人们，以及在他们饕餮之时饮下的海量葡萄酒。

#### 葡萄酒
蒙索罗坐落在卢瓦尔河南岸，南部、东部和西部分别是索米尔产区、布尔格伊产区和希农产区。传统意义上，卢瓦尔河谷是欧洲红葡萄酒产区的北部边界，河流所带来的温暖气候为这片产区的葡萄生长提供了必不可少的热量。 从二十世纪九十年代末，当地葡萄酒农努力减少在葡萄种植和酿造过程中添加的非自然化学成分，让曼恩-卢瓦尔省产区以天然葡萄酒闻名。

#### 烹饪
蒙索罗在十九世纪末开放旅游业，从此当地曾经的安茹菜系开始了与法国烹调传统的融合，在索米尔地区有着数家米其林三星餐厅。 卢瓦尔河谷素有“法国后花园”之称，当地盛产新鲜水果蔬菜，特别是蒙索罗蘑菇和芦笋。 “蒙索罗牛肉”也是本地传统料理。 